# Otar Taktakiszwili
Otar Taktakiszwili (gruz. ოთარ თაქთაქიშვილი, ur. 27 lipca 1924 w Tyflisie, zm. 22 lutego 1989 w Tbilisi) – gruziński kompozytor.
W 1947 ukończył konserwatorium w Tbilisi, którego w 1947 został wykładowcą, w 1966 profesorem, a od 1962 do 1965 był jego rektorem. Skomponował trzy uwertury (1950–1955), dwie symfonie (1949–1953), poematy symfoniczne (m.in. Samgori 1950 i Mcyri 1956 według Michaiła Lermontowa, dwa koncerty fortepianowe (1951–1973), koncert wiolonczelowy (1947), koncert na trąbkę (1954), tworzył również utwory kameralne, oratoria, kantaty, opery (Mindia 1961, Trzy opowiadania 1967, Porwanie księżyca 1977, Kobieciarz 1978) i muzykę filmową. W 1961 otrzymał tytuł Ludowego Artysty Gruzińskiej SRR, a w 1974 Ludowego Artysty ZSRR. W 1985 został honorowym obywatelem Tbilisi.

## Nagrody i odznaczenia
- Nagroda Stalinowska I stopnia (1951)
- Nagroda Stalinowska II stopnia (1952)
- Nagroda Leninowska (1982)
- Nagroda Państwowa ZSRR (1967)
- Order Lenina (dwukrotnie, 1966 i 1984)
- Order Rewolucji Październikowej (1971)
- Order Czerwonego Sztandaru Pracy (1958)
- Nagroda Państwowa Gruzińskiej SRR im. Szoty Rustawelego (1984)